# Misje jezuickie w Chiquitos
Misje Jezuickie w Chiquitos – redukcje misyjne założone przez jezuitów na terenie obecnego departamentu Santa Cruz we wschodniej Boliwii. W latach 1696–1760 jezuici założyli tu 10 osiedli do których władze kolonii hiszpańskiej przesiedlały przymusowo indian, tutaj plemienia Chiquitos. Centralnym punktem każdej osady był kościół, którego architektura w przypadku tych redukcji stanowiła połączenie katolickich i lokalnych tradycji. Indianie zajmowali się uprawą roli, natomiast jezuici administracją osiedli. Najlepiej zachowane misje to: San Francisco Javier, Concepción, Santa Ana, San Miguel, San Rafael i San José.
W 1990 roku misje zostały wpisane na listę światowego dziedzictwa UNESCO.